# 巴倫山
巴倫山（英語：Mount Barren），是南極洲的山峰，位於南喬治亞群島，處於胡斯維克港以西，海拔高度645米，由英國的研究隊命名，該山峰由英國海外領土管轄。